# Sal Tas
Salomon (Sal) Tas (Amsterdam, 31 augustus 1905 - Neuilly-sur-Seine, 19 juli 1976) was een Nederlands sociaaldemocratisch journalist en politicus van Joodse afkomst.

## Leven en werk
Bakkerszoon Sal Tas groeide op in de Amsterdamse Jodenbuurt. Zijn vader was actief binnen de SDAP, waar ook Tas lid van werd. Hier behoorde hij tot de linkervleugel, die onder andere gekenmerkt werd door antikolonialisme. In 1932 splitsten de links-socialisten, inclusief Tas, zich van de SDAP af en vormden zij de Onafhankelijke Socialistische Partij (OSP), waarvan Tas tweede partijsecretaris werd. In 1934 verliet Tas de partij alweer, een jaar voordat deze zou fuseren met de RSP. In 1934 richtte hij samen met Jacques de Kadt het tijdschrift De Nieuwe Kern (1934-1940) op.
Tas was een goede kennis van de latere Indonesische premier Soetan Sjahrir, die in Leiden rechten studeerde. Tas' vrouw kreeg een affaire met Sjahrir en reisde hem in 1932 samen met haar twee kinderen achterna na zijn vertrek naar Nederlands-Indië. Zij trad daar met hem in het huwelijk, maar toen naar buiten kwam wie ze was, zetten de autoriteiten haar terug op de boot naar Nederland. Daar scheidde ze van haar man en trouwde met Sjahrir. Tas bleef overigens daarna op vriendschappelijke wijze corresponderen met Sjahrir.
De Tweede Wereldoorlog bracht Tas door in onderduik in Amsterdam. Hij was betrokken bij een ondergrondse politieke studiegroep, waar ook Joop den Uyl deel van uitmaakte. Na de oorlog was Tas een van de oprichters van de PvdA en werd hij gemeenteraadslid voor deze partij in Amsterdam. Ook ging hij als journalist werken voor Het Parool. Tas ontwikkelde zich tot een felle anticommunist.
In 1970 verliet Tas de PvdA en werd hij lid van de rechtse afsplitsing DS'70. Hij had een sterke afkeer van bewegingen als Provo en de Kabouters, en ook van de PvdA-vernieuwingsbeweging Nieuw Links, die pleitte voor erkenning van de DDR.
- Biografisch Portaal: 61172797
- Gemeinsame Normdatei: 117230855
- International Standard Name Identifier: 0000 0000 4294 0966
- Library of Congress Control Number: no95060996
- Nationale Bibliotheek van Israël: 987007284004005171
- Nederlandse Thesaurus van Auteursnamen: 070265801
- Système universitaire de documentation: 137393598
- Virtual International Authority File: 161145304379778570834
- WorldCat: E39PBJcWyCBpbfK9JKYMJMvJXd